# Dorothea Douglass Chambers
Dorothea Katherine Douglass Lambert Chambers, angleška tenisačica, * 3. september 1878, Ealing, Anglija, Združeno kraljestvo, † 7. januar 1960, Kensington, Anglija.
Dorothea Douglass Chambers se je v posamični konkurenci sedemkrat osvojila turnir za Prvenstvo Anglije, v letih 1903, 1904, 1906, 1910, 1911, 1913 in 1914, še štirikrat se je uvrstila v finale, v letih 1905, 1907, 1919 in 1920. Na turnirjih za Nacionalno prvenstvo ZDA se je najdlje uvrstila v četrtfinale leta 1925. V konkurenci ženskih dvojic se je trikrat uvrstila v finale turnirja za Prvenstvo Anglije, v konkurenci mešanih dvojic pa enkrat. Nastopila je na Poletnih olimpijskih igrah 1908, kjer je osvojila naslov prvakinje v posamični konkurenci. Leta 1981 je bila posmrtno sprejeta v Mednarodni teniški hram slavnih.

## Finali Grand Slamov

### Posamično (11)

#### Zmage (7)
| Leto | Turnir                | Nasprotnica v finalu    | Rezultat finala |
| 1903 | Prvenstvo Anglije     | Ethel Thomson Larcombe  | 4–6, 6–4, 6–2   |
| 1904 | Prvenstvo Anglije (2) | Charlotte Cooper Sterry | 6–0, 6–3        |
| 1906 | Prvenstvo Anglije (3) | May Sutton Bundy        | 6–3, 9–7        |
| 1910 | Prvenstvo Anglije (4) | Dora Boothby            | 6–2, 6–2        |
| 1911 | Prvenstvo Anglije (5) | Dora Boothby            | 6–0, 6–0        |
| 1913 | Prvenstvo Anglije (6) | Winifred McNair         | 6–0, 6–4        |
| 1914 | Prvenstvo Anglije (7) | Ethel Thomson Larcombe  | 7–5, 6–4        |

#### Porazi (4)
| Leto | Turnir                | Nasprotnica v finalu | Rezultat finala |
| 1905 | Prvenstvo Anglije     | May Sutton Bundy     | 6–3, 6–4        |
| 1907 | Prvenstvo Anglije (2) | May Sutton Bundy     | 6–1, 6–4        |
| 1919 | Prvenstvo Anglije (3) | Suzanne Lenglen      | 10–8, 4–6, 9–7  |
| 1920 | Prvenstvo Anglije (4) | Suzanne Lenglen      | 6–3, 6–0        |